# Richmond Boakye
Richmond Boakye (Agogo, 28. siječnja 1993.) ganski je nogometaš koji igra na poziciji napadača. Trenutačno igra za Slogu Doboj.

## Klupska karijera
Boakye je svoju karijeru započeo u Bechem Unitedu s kojim je 2008. godine došao u Italiju, u Vicenzu na turnir na kojemu su ga uočili skauti Genoe i odlučili dovesti.

### Genoa
U sezoni 2009./10. Boakye je igrao za mladu Genoinu momčad, a 3. travnja 2010. debitirao je u Serie A protiv Livorna. Zamijenio je Davida Suaza u 13. minuti i zabio vodeći pogodak za svoju ekipu, ali na kraju je utakmice završila rezultatom 1:1.
Dana 2. svibnja odigrao je svoju drugu utakmicu kada je u 71. minuti ušao umjesto Giuseppe Scullija, a Genoa je izgubila 3:0 od Barija i nije se plasirala u Europsku ligu.
Dana 21. lipnja 2011., mladi ganski nogometaš prihvatio je otići na jednogodišnju posudbu u drugoligaša Sassuolo.

### Juventus
Boakye je 10. srpnja 2012. stigao u Torino kako bi obavio liječničke preglede i postao novim igračem Juventusa, a Juventus je otkupio 50% njegova ugovora. Dan kasnije, 11. srpnja, Antonio Conte je objavio spisak od 28 igrača koji će otputovati na pripreme s Juventusom, a među njima se našao i Boakye.